# 左旗增廿
狐狸座17，又名BD+23 3896，HD 190993、SAO 88212、HR 7688，是狐狸座的一颗恒星，视星等为5.07，位于銀經62.48，銀緯-4.65，其B1900.0坐标为赤經20h 2m 35.5s，赤緯+23° -4.65′ 34″。